# Friderik Bronkhorstski
Friderik Bronkhorstski (nizozemsko: Frederik van Bronckhorst; nemško: Friedrich von Bronckhorst;   † 1506) je bil gospod Bronckhorstski, Borkulski in gospod Steenderenski v Gelderlandu (1489–1508).

## Izvor in dediščina
Bil je sin Otona Bronkhorstskega († 1458) in njegove druge žene Elizabete Nassauske († 1459), hčerke grofa Johana I. Nassausko-Beilsteinskega -Mengerja († 1473) in Mehtild Isenburške-Grenzauske († po 1415). Bil je brat viteza Hajsberta VII. Bronkhorstskega (1444–1489), gospoda Bronkhorstskega (1458–1489) in Borkulskega (1477–1489).
Friderik je leta 1490 od münsterskega škofa prejel potrdilo fevda Brokulo.

## Družina
Prva poroka: ok. 8. oktobra 1492 z Matildo Berško Heerenberško (* 1470; † 1539), hčerko grofa Osvalda I. Berškega (1442–1511) in Elizabete Mörske (1442–1493). Imela sta naslednje otroke: 
- Ana Bronkhorstska-Borkulska (* ok. 1495; † 1. oktober 1529), poročena 14. februarja 1528 z grofom Gumprehtom II. Neuenahr-Alpenskim (* 1503; † 21. maj 1556).
- Jošt Bronkhorstski (* 2. december 1503; † 15. oktober 1553), 1. grof Bronkhorstski in gospod Borkulski in Lichtenvoordski, poročen 28. julija 1530 z Marijo iz Hoya (* 25. julij 1508; † 21. november 1579)
- otrok († po letu 1523)

Druga poroka: 8. oktobra 1492? z žensko neznanega imena. Imela sta naslednje otroke: 
- Johan Bronkhorstski († po 1508)
- Gisberta Bronkhorstska
- Elseken Bronkhorstska